# Siracourt
Siracourt é uma comuna francesa na região administrativa de Altos da França, no departamento de Pas-de-Calais. Estende-se por uma área de 3,14 km². Em 2010 a comuna tinha 269 habitantes (densidade: 85,7 hab./km²).